# Ставицкий, Юрий Михайлович
Юрий Михайлович Ставицкий (род. 21 января 1961, Мурманская область, РСФСР, СССР) — российский военачальник, начальник Инженерных войск Вооруженных Сил Российской Федерации c июля 2010 года. Генерал-лейтенант (2013), Заслуженный военный специалист Российской Федерации.

## Биография
Родился 21 января 1961 года в Мурманской области.
Окончил Тюменское высшее военно-инженерное командное училище (ТВВИКУ) в 1982 году, Военно-инженерную академию, Военную академию Генерального штаба Вооруженных Сил Российской Федерации.
В войсках прошёл все командные должности от командира инженерно-позиционного взвода до командира отдельной инженерной бригады, был начальником штаба инженерных войск Приволжско-Уральского военного округа, начальником инженерных войск Ленинградского и Северо-Кавказского военных округов.
С 1986 по 1988 год проходил службу в Демократической Республике Афганистан, где принимал участие в боевых действиях. С 1999 по 2000 год участвовал в проведении контртеррористической операции в Северокавказском регионе.
С июля 2010 года — начальник Инженерных войск Вооруженных Сил Российской Федерации. Воинское звание «генерал-лейтенант» присвоено Указом Президента России 12 июня 2013 года. В его обязанности входит: организация строительства, подготовки и применения инженерных войск; обеспечение и поддержание боевой готовности подчинённых соединений, воинских частей и организаций инженерных войск; участие в планировании применения ВС России и организация инженерного и инженерно-технического обеспечения ВС России; участие в организации повседневной деятельности подчиненных соединений, воинских частей и организаций инженерных войск и руководство ими при выполнении поставленных задач; организация выполнения задач по очистке местности и объектов от взрывоопасных предметов (разминированию), а также авиабомб на полигонах Министерства обороны Российской Федерации и самодельных взрывных устройств, обнаруженных в зоне боевых действий (вооруженных конфликтов, специальных и других операций) в районах выполнения задач подразделениями Минобороны России; участие в организации работ по предупреждению и ликвидации последствий чрезвычайных ситуаций на потенциально опасных объектах Вооруженных Сил Российской Федерации, по защите мостов и гидротехнических сооружений от ледохода и паводков; организация накопления, хранения, снабжения и эксплуатации средств инженерного вооружения в ВС России.
При его активном участии в Вооружённых Сил Российской Федерации создавались инженерные штурмовые батальоны и Международный противоминный центр Вооруженных Сил Российской Федерации, предназначенный для обеспечения участия России в международных программах, проектах и операциях по гуманитарному разминированию за пределами страны. 
С 2016 года генерал-лейтенант Ставицкий часто выезжает в командировки в Сирию, где лично руководит разминированием освобождённых от террористов городов.
Женат, имеет трех сыновей.

## Награды
- Орден «За заслуги перед Отечеством» 3 степени
- Орден «За заслуги перед Отечеством» IV степени с мечами,
- Орден Александра Невского
- Орден «Красной Звезды»,
- Орден «Мужества»,
- Орден «За военные заслуги»,
- Орден Почёта,
- Орден «За службу Родине в ВС СССР» III степени,
- Афганский орден «Звезда»,
- Медали СССР,
- Медали Российской Федерации,
- Медали иностранных государств.